# Aora gracilis
Aora gracilis är en kräftdjursart som först beskrevs av Charles Spence Bate 1857.  Aora gracilis ingår i släktet Aora och familjen Aoridae. Arten är reproducerande i Sverige. Inga underarter finns listade i Catalogue of Life.